# Sosippus texanus
Sosippus texanus is een spinnensoort in de taxonomische indeling van de wolfspinnen (Lycosidae).
Het dier behoort tot het geslacht Sosippus. De wetenschappelijke naam van de soort werd voor het eerst geldig gepubliceerd in 1962 door George Stewardson Brady.